# Santa Rosa de Rivas
Santa Rosa de Rivas es una localidad del estado mexicano de Guanajuato. Es parte del municipio de Romita.

## Toponimia
El nombre «Santa Rosa» hace referencia a la santa patrona de la localidad: Rosa de Lima.

## Demografía
| Gráfica de evolución demográfica |
|                                  |

| Censo | Población |
| ----- | --------- |
| 1900  | 602       |
| 1910  | 748       |
| 1921  | 444       |
| 1930  | 660       |
| 1940  | 762       |
| 1950  | 848       |
| 1960  | 1 015     |
| 1970  | 1 282     |
| 1980  | 1 567     |
| 1990  | 1 591     |
| 2000  | 1 670     |
| 2010  | 1 362     |
| 2020  | 1 027     |